# Chanson pour Lya
Chanson pour Lya (titre original : A Song for Lya and Other Stories) est un recueil de nouvelles de science-fiction de l'écrivain américain George R. R. Martin publié en février 1976. Ce recueil a reçu le prix Locus du meilleur recueil de nouvelles 1977.
La première édition française a retiré la nouvelle Run to Starlight par rapport au recueil original. La réédition en 2013, renommée Une chanson pour Lya et autres nouvelles, rend le recueil conforme à l'original en y ajoutant Le Run aux étoiles. Les traductions y ont été harmonisées et complétées par Sébastien Guillot.

## Contenu
- Chanson pour Lya, 1982 ((en) A Song for Lya, 1974)Prix Hugo du meilleur roman court 1975
- Au matin tombe la brume, 1982 ((en) With Morning Comes Mistfall, 1973)
- Il y a solitude et solitude, 1979 ((en) The Second Kind of Loneliness, 1972)
- Pour une poignée de volutoines, 1982 ((en) Override, 1973)
- Le Héros, 1982 ((en) The Hero, 1971)
- L'Éclaireur, 1982 ((en) Dark, Dark Were the Tunnels, 1973)
- VSL, 1982 ((en) FTA, 1974)
- La Sortie de San Breta, 1982 ((en) The Exit to San Breta, 1972)
- Diaporama, 1982 ((en) Slide Show, 1973)
- Le Run aux étoiles, 2013 ((en) Run to Starlight, 1974)

## Résumés

### Au matin tombe la brume
- Thèmes : les « spectres », la supercherie, le journalisme, le rêve.
- Résumé : Sanders laisse diffuser l'idée que sa planète est peuplé de fantômes. Un savant vient enquêter, un journaliste est témoin des événements qui vont suivre…

### Il y a solitude et solitude
- Personnages principaux
  - Le Charon actuel : narrateur, la nouvelle est son journal
  - Karen : le remplaçant au poste de Charon
- Lieu : une station spatiale dans notre univers du futur
- Thèmes : solitude, folie, amour
- Résumé : un astronaute vit seul dans l’espace et tue son remplaçant et se le cache, perdu dans la solitude, son rêve d’amour avec Karen, son souhait de revenir sur Terre et la folie.

### Une chanson pour Lya
- Thèmes : télépathie, religion, amour.
- Résumé : Un couple de deux télépathes est envoyé sur Ch’kéa, ville-capitale de la planète sur laquelle résident les Ch’kéens. L'administrateur de la planète, Dino Valcarenghi, a fait appel à Lyanna (« Lya ») et à son compagnon Robb pour découvrir les raisons d'un processus religio-psychologique qu'il ne parvient pas à comprendre…

### Pour une poignée de volutoines
- Personnages principaux
  - Kabaradjian : le héros, la victime, manipulateur de morts dans les mines comme Cochran et Matt
  - Ed Cochran : veut faire de la contrebande de volutoines, pierres, blasé. Le méchant, le traître. Il tente de tuer Kabardjian pour le fric en se servant des morts
  - Matt : mineur manipulateur de morts
  - Bartling : homme d’affaires détestant les manipulateurs de morts
- Lieu : la planète Grotto
- Thèmes : les manipulateurs de morts, le crime de Cochran et les changements prévus par Bartling
- Résumé : Bartling a acheté la mine et veut se débarrasser des manipulateurs de morts qui y travaillent. Ed tente un complot contre Kabaradjian pour s’enrichir avant son congédiement.

### Le Héros
- Personnages principaux
  - Kagen : le héros des Forces expéditionnaires terriennes dans l’espace
  - Ragelli : collègue militaire de Kagen
  - Grady : commandant opposé à la retraite de Kagen malgré ses loyaux services
  - Hrangans : adversaires militaires ennemis
- Lieu : dans les Mondes Guerriers où se trouve la Terre
- Thèmes : la guerre spatiale, le traitement de l’image sociale, la trahison
- Résumé : Kagen est un héros qui a maintenant droit à sa retraite de l’armée malgré les réticences de Grady qui le fait assassiner pour le punir et l’empêcher de retourner sur Terre libre.

### L'Éclaireur
- Personnages principaux
  - Greel, personnage principal, éclaireur-archéologue, liseur de la pensée
  - H’ssig : rat de Greel, contacts mentaux avec lui
  - Cliffonetto : archéologue
  - Von der Stadt : archéologue. Il a tiré et tué H’ssig
- Lieu : une autre planète, une ville en ruine, des souterrains ou les hommes sont cachés
- Thèmes : folie, civilisation souterraine, archéologie
- Résumé : Greel mène une expédition archéologique pour découvrir une cité en ruine avant de s’apercevoir que l’homme n’a pas complètement quitté les lieux mais s’est réfugié sous terre. Dans la panique avec une fin en épouvante, les archéologues tendent vers la folie à la fin de la nouvelle.

### VSL
- Thèmes : financement de la conquête spatiale, la vitesse supra-luminique et l'hyper-espace, la négociation.
- Résumé : Kinery tente de convaincre Jerome Schechter, président de la Fondation VSL, institution scientifique chargée de promouvoir les recherches sur la vitesse supra-luminique, de financer des recherches prometteuses en vue de la construction d'un moteur utilisant l'hyper-espace pour atteindre une vitesse supérieure à la vitesse de la lumière…

### La Sortie de San Breta
- Personnages principaux
  - Narrateur : collectionneur d’automobiles
  - Jaguar XKL fin des années 1970 : voiture du narrateur
  - Epsel : voiture fantôme
  - Famille fantôme : 5 personnes dont le chauffeur qui avait 18 ans
- Lieu : San Breta en Arizona, version du futur
- Thèmes : l'automobile, le transport dans le futur, les fantômes
- Résumé : le personnage principal circule sur les routes détériorées du futur Arizona où il a un accident avec une voiture fantôme.

### Diaporama
- Personnages principaux
  - Becker : ancien commandant du Vent Stellaire, un astronef ultra-rapide, orateur
  - le médecin : recueille du financement pour les enfants défavorisés
  - Fourmis-araignés : habitants d’une planète nouvellement explorée nommée Fourmilière
  - le Vent Stellaire : Wilson, Lawrence, Donway, Ainslie, Becker, entre autres
- Lieu : l'auditorium sur Terre. La Terre est régie par le Gouvernement mondial. Fourmilière. Tempête
- Thèmes : le financement de la conquête spatiale, les planètes Tempête et Fourmilière, les enfants défavorisés
- Résumé : deux orateurs, le médecin et l’astronaute Becker cherchent du financement pour leur cause respective remettant en doute les valeurs à privilégier. Tout en présentant un espace empreint d’imagination.

### Le Run aux étoiles
- Personnages principaux
  - Jack De Angelis : intermédiaire entre Remjhard-neï et Tomkins. Responsable aux sports municipaux
  - Les Brish’dir : extra-terrestres en paix récente avec les humains. Ils ont une mission commerciale près de Starport
  - Roger Hill : patron de Jack De Angelis. Directeur du service de loisirs de Starport
  - Tomkins : directeur des loisirs au conseil municipal de Starport City
  - Les Kosg-Anjeh : club de football des Brish’dir
  - Remjhard-neï : émissaire des Brish’dir et responsable du club des Kosg-Anjehn et père de Marhdaln
  - Marhdaln : quart-arrière des Kosg-Anjeh
  - Les Taverniers : club de football américain qui affrontent les Kosg-Anjehn en finale du championnat
- Lieu : Starport City, sur Terre dans un monde futuriste
- Thèmes : le football américain, les relations diplomatiques avec les extra-terrestres, l’esprit sportif
- Résumé : les Brish’dir s’initient au football américain avec les Terriens de Starport. Les Kosg-Anjehn dominent outrageusement le jeu ce qui menace les relations diplomatiques. Tomkins et Remjhard-neï s’efforcent de résoudre le problème.

## Éditions
- A Song for Lya and Other Stories, Avon, février 1976, 208 p.  (ISBN 0-380-00521-2)
- Chanson pour Lya, J'ai lu, coll. « Science-fiction » no 1380, octobre 1982, trad. Monique Cartanas et M.-C. Luong, 288 p.  (ISBN 978-2-277-21380-2)
- Une chanson pour Lya et autres nouvelles, J'ai lu, coll. « Science-fiction » no 10446, 21 août 2013, trad. Monique Cartanas, M.-C. Luong et Pierre-Paul Durastanti, 316 p.  (ISBN 978-2-290-07570-8)